# フランク・シャファー
フランク・シャファー（Frank Schaffer、1958年10月23日 - ）は、旧東ドイツの陸上競技選手。1980年モスクワオリンピックの銀メダリストである。

## 経歴
シャファーは、1980年モスクワオリンピックの400m走で、自己ベストの44秒87を出し、ソ連のビクトル・マルキン、オーストラリアのリック・ミッチェルに次いで3位となり銅メダルを獲得。さらに、クラウス・チーレ、アンドレアス・クネーベル、フォルカー・ベックとともに東ドイツチームの一員として出場した4×400mリレーでは、ソ連に次いで銀メダルを獲得した。